# ファビアン・ヴェークマン
ファビアン・ヴェークマン（Fabian Wegmann、1980年6月20日- ）は、ドイツ・ミュンスター出身の自転車競技選手。

## 来歴
もともとは山岳を得意とするクライマー型の選手として知られていたが、近年はオールラウンダー型となっている。
2002年にゲロルシュタイナーと契約を結びプロ転向。
2004年
- ジロ・デ・イタリア山岳賞
- トレ・ヴァッリ・ヴァレジーネ優勝

2006年
- GP・ミゲル・インドゥライン優勝
- ジロ・ディ・ロンバルディア3位

2007年
- ドイツ選手権・個人ロードレース優勝。
- ジャパンカップサイクルロードレースでは、マヌエーレ・モーリに次いで2位に入った。

2008年
- 2度目のGP・ミゲル・インドゥラインを制覇。
- 6月29日に行われた ドイツ選手権・個人ロードレース優勝（1982年にハンス・ノイマイヤーが達成して以来の連覇）。

2009年及び2010年、ルント・ウム・デン・フィナンツプラッツ・エシュボルン＝フランクフルト優勝。
2011年、チーム・レオパード・トレックに移籍。
- グラン・プレミオ＝ミゲル・インドゥライン 3位
- グランプリ・シクリスト・ド・ケベック 4位
- グランプリ・シクリスト・ド・モンレアル 10位

2012年、ガーミン・バラクーダに移籍。
- アムステルゴールドレース 8位
- ドイツ選手権・個人ロードレース優勝
- グランプリ・シクリスト・ド・ケベック 8位